# Lars Näsman
Lars ("Lasse") Näsman (Vaasa, 14 mei 1943 – Cyprus, 10 oktober 1995) was een profvoetballer uit Finland, die speelde als doelman gedurende zijn carrière. Hij stond onder meer onder contract bij SC Cambuur (1969-1972), en werd tweemaal (1965 en 1967) uitgeroepen tot Fins voetballer van het jaar. Na zijn actieve carrière was hij werkzaam als voetbalcoach.

## Interlandcarrière
Näsman kwam 36 keer uit voor de nationale ploeg van Finland in de periode 1965–1971. Hij maakte zijn debuut onder leiding van bondscoach Olavi Laaksonen op 27 mei 1965 in de WK-kwalificatiewedstrijd tegen Schotland (2-1 nederlaag) in Helsinki.

## Erelijst
- Fins voetballer van het jaar:
  - Winnaar (2): 1965, 1967